# Hitoshi Morishita
Hitoshi Morishita (jap. 森下 仁志 Morishita Hitoshi; ur. 21 września 1972) – japoński piłkarz występujący na pozycji pomocnika.

## Kariera piłkarska
Od 1994 do 2005 roku występował w klubach Gamba Osaka, Consadole Sapporo i Júbilo Iwata.

## Kariera trenerska
Po zakończeniu piłkarskiej kariery pracował jako trener w Júbilo Iwata, Kyoto Sanga FC, Sagan Tosu i Thespakusatsu Gunma.